# 袁立相
袁立相（？—1731年），諡勤毅，直隸宣化府宣化縣（今河北省宣化縣）人，清朝軍事將領、武進士出身。
康熙三十九年，登武進士，授三等侍衛。康熙四十二年，任直隸涿州營參將。康熙四十六年，升任河間副將。康熙五十一年，任湖廣長沙副將。后升任通州副將。康熙六十年，擔任天津總兵。雍正元年，擔任山西太原總兵。雍正六年，升任山西提督。署都督僉事。
有子袁士林、孫袁秉誠。